# François Ost
 François Ost  (/fʀɑ̃swa ɔst/) (Bruselas, 17 de febrero de 1957) es  dramaturgo, filósofo y jurista, reconocido por sus contribuciones al pensamiento jurídico contemporáneo, al estudio de las relaciones entre Derecho y Literatura, así como  Derecho y medio ambiente. 

## Biografía
François Ost nació el 17 de febrero de 1957 en Bruselas, Bélgica. Cursó sus estudios secundarios y de Bachillerato en el instituto Saint-Boniface, Ixelles, donde recibió la medalla de oro. 

### Estudios universitarios
En 1975 culminó sus estudios de licenciatura en Derecho en la Universidad Católica de Lovaina (UCL) con la «más alta distinción» académica. En 1976 recibe el grado de licenciado en Filosofía por parte de la misma universidad con «alta distinción» académica. El año siguiente (1976) termina la licenciatura especial en Derecho económico por parte de la Universidad Libre de Bruselas (ULB) con «alta distinción» académica. Finalmente en 1980 recibe el grado de doctor en Derecho por parte de la Universidad Católica de Lovaina (UCL) galardonado con la «más alta distinción» académica por su trabajo «Droit, mythe et raison» en coautoría con Jacques Lenoble. 

### Carrera académica
La vocación profesional de François Ost primero lo llevó a ocupar en 1975 una plaza como asistente en Université Saint-Louis Bruxelles (actualmente, Université Saint-Louis). Posteriormente, en 1988 fue profesor de asignatura en la misma Universidad donde finalmente en 1992 se le atribuyó una plaza como profesor ordinario de las materias : teoría del derecho, derecho natural, derecho y literatura, teoría de los derechos humanos y filosofía del Derecho. 
Desde 1993, es profesor en la Universidad Católica de Bruselas (Katholieke Universiteit Brussel) (KUB) donde imparte las materias teoría y filosofía del derecho. De 1997 a 2003, François Ost fue profesor invitado por la Universidad Católica de Lovaina (UCL) para impartir un seminario de teoría del derecho y durante el período 2005-2006 recibe la misma invitación. 
En un plano internacional, desde 1997, François Ost también es profesor invitado en la Facultad de Derecho de la Universidad de Ginebra, para impartir el curso de filosofía del derecho. También fungió como profesor invitado en las universidades de Buenos Aires, Sao Paulo, Macerta, así como en la Universidad de París X Nanterre, Lisboa, así como en el Colegio de Francia (diciembre de 2006), el Colegio de Bélgica (enero – mayo de 2009), la Escuela Nacional de la Magistratura (Bordeaux, Francia) y el Instituto Universitario Europeo (EUI).

### Cargos universitarios
A lo largo de su carrera, François Ost ha ejercido distintos cargos académicos de los cuales destacan : Decano y Vicerrector de las Facultades Universitarias Saint-Louis (actualmente, Université Saint-Louis), Presidente del cuerpo académico de la misma Universidad, así como Presidente de la Comisión del FNRS (por sus siglas en francés, Fondo Nacional de la Investigación Científica) de los Colegios Doctorales.
Actualmente es Presidente del Consejo de Investigación de las Facultades Universitarias Saint-Louis (actualmente, Université Saint-Louis), Presidente del Comité de Publicaciones de la misma universidad, Codirector del Seminario Interdisciplinario de Estudios Jurídicos, así como Fundador y Director del CEDRE (por sus siglas en francés, Centro de Estudios de Derecho Ambiental, adscrito a la Facultad de Derecho de la Universidad Saint-Louis). Asimismo, François Ost es miembro de la Academia Real de Ciencias, Letras y Bellas Artes de Bélgica.

## Derecho y Literatura

### Las cuatro corrientes que conforman el ámbito Derecho y Literatura
De acuerdo con François Ost, en su estudio introductorio titulado Derecho y literatura: en la frontera entre los imaginarios jurídico y literario, los estudios entre el derecho y la literatura pueden ser clasificados en cuatro corrientes:

#### El derechoenla literatura
Estos estudios analizan cómo la literatura aborda cuestiones de justicia y de poder subyacentes en el orden jurídico. 

#### El derechocomoliteratura
Estos estudios abordan el fenómeno jurídico mediante el uso de los métodos de análisis literario. Generalmente, en estos estudios se señalan las familiaridades que existen entre los métodos de interpretación de las leyes y de los textos literarios. 

#### El derechodela literatura
Estos estudios analizan la forma en que la ley y la jurisprudencia abordan el fenómeno literario. 

#### El derechoporla literatura
De acuerdo con esta corriente, se formulan hipótesis a partir de las cuales un actor jurídico moviliza la escritura literaria para asegurar una difusión más grandes de las ideas que sostiene. 

### Diferencias y convergencias entre imaginarios jurídico y literario
En su artículo Derecho y literatura : en la frontera entre los imaginarios jurídico y literario François Ost establece las diferencias y las convergencias entre el Derecho y la Literatura.

#### Diferencias
Primera gran diferencia. Mientras que la literatura libera posibles, el derecho codifica la realidad: la instituye mediante una red de calificaciones convencionales y la encierra en un sistema de obligaciones y prohibiciones. Éste es, entonces, el trabajo de la literatura: cambiar completamente las convenciones, suspender nuestras certidumbres, liberar posibles: despejar el espacio o liberar el tiempo de las utopías creadoras. 
Segunda diferencia. En este real inestable y complejo, el derecho toma decisiones que se esfuerza en mantener en nombre de la “seguridad jurídica”, a la cual se atribuye una gran importancia. El derecho resuelve entre intereses opuestos y establece jerarquías entre las pretensiones rivales. Así lo requiere su función social, la cual le impone estabilizar las expectativas y reconfortar las angustias. Liberada de dichas constricciones, la literatura más bien genera sorpresa: maravilla, incomoda, siempre desorienta. 
Tercera diferencia. El estatus de los individuos en ambos discursos. El derecho produce personas; la literatura produce personajes.
Todo esto desemboca en una cuarta diferencia entre derecho y literatura. Mientras que el derecho acontece en el registro de la generalidad y de la abstracción –se dice que la ley es general y abstracta–, la literatura se des- pliega en lo particular y en lo concreto. 

#### Convergencias
Por el lado de las convergencias, en primer lugar, el derecho no se limita a defender las posiciones instituidas, sino también ejerce funciones instituyentes, lo cual supone creación imaginaria de significados sociales históricos nuevos y deconstrucción de los significados instituidos que son obstáculo para los primeros. Por el contrario –y simétricamente–, la literatura no se limita a actuar sobre el aspecto instituyente del imaginario, sino que también se apoya sobre sus formas instituidas. 
En segundo lugar, se puede sostener que la literatura no es ajena a las normas y a las formas instituidas. Sin duda, su objeto es aquel de la historia individual, sin por ello decir que su alcance no sea colectivo o incluso universal. Algunas veces, también la literatura actúa como portavoz de minorías oprimidas y de corrientes políticas marginales cuando evoca los códigos de honor prevalecientes en el seno mismo de la modernidad. Inversamente, también existen obras (pero éstas son las menos interesantes) en las que la pluma del escritor se pone directamente al servicio del soberano. El hecho de que la acción literaria esté vinculada con las formas y normas instituidas, también puede observarse en el ámbito de las reglas de la escritura. 
Una tercera piedra de toque de las relaciones que la literatura mantiene con las normas y las formas constituidas concierne al ámbito de lo ético.

### Funciones del Derecho y la Literatura
Se espera de la literatura una función de subversión crítica: un Sócrates que acusa a sus jueces, un Mersault, un Busiris... Sin mencionar a los personajes literarios que le recuerdan al emperador que está desnudo y que su canción suena en falso. 
En algunos casos, la literatura asume la función de conversión fundadora.

## El velo de Antígona
“El velo de Antígona”  de François Ost es una pieza de teatro cuya inspiración directa se encuentra en el mito griego de Antígona. 

### Trama
Aicha –la personaje principal de la obra– es una estudiante de preparatoria que pierde a su hermano Nordin debido a la explosión de una granada durante una disputa con su hermano Hassan. 
Como resultado del accidente, Hassan permanece hospitalizado durante toda trama y el difunto Nordin fue rápidamente acusado por el director de su escuela de ser un terrorista.
Esta supuesta versión de la historia causó indignación a Aicha, quien decidió usar el velo islámico como símbolo de rebeldía –y de objeción de conciencia– violando así el reglamento recientemente decretado por el director de su escuela. Este prohibía ostentar cualquier signo de pertenencia religiosa en las instalaciones de la escuela y acudir a los funerales de Nordin.
El acto de rebeldía se tradujo en la expulsión de Aicha de su escuela. Ante ello, la personaje principal comienza una huelga de hambre para presionar a las autoridades de la preparatoria para que la readmitan. Sin embargo, esto la lleva a perder la vida antes de enterarse de que finalmente fue readmitida a su escuela. 
A lo largo de toda la obra, el autor reflexiona de manera profunda acerca de todas la posiciones que exponen algunos personajes no sólo sobre la prohibición del uso del velo en las escuelas, sino también la diversidad cultural, las relaciones entre el Estado y la religión, y así como el islam. Por otro lado, recurriendo al género trágico, François Ost confronta la posiciones políticas y filosóficas que despiertan todas estas cuestiones.

### Personajes
- Aicha
- Nordin
- Hassan
- Director de la escuela
- Yasmina
- El presidente del Consejo escolar
- Profesor Loutriadis
- Eric
- Didier Destal
- Coro

## Premios y reconocimientos
- Titular de la Cátedra Francqui belga (1994-1995) de la Facultad de Derecho de la Universidad Libre de Bruselas (ULB)
- Doctor Honoris Causa (2001) por la Universidad de Nantes
- Titular de la Cátedra Francqui belga (2005-2006) de las Facultades de teología y filosofía de la Universidad Católica de Lovaina (UCL)
- Premio quinquenal de Ensayo de la Comunidad Francesa de Bélgica (2007) por la Obra «Raconter la loi»
- Titular de la Cátedra Unica (2008) de la Universidad de Lausana
- Gran Premio de la Fundación Prince Louis de Polignac (2010)

## Teatro
Jurista y filósofo, François Ost es también autor de otras dos obras de teatro:  La nuit la plus longue. Sade et Portalis au pied de l’échafaud  (Bruselas, Anthémis, 2008); y  Camille  (Carnières/Morlanwelz, Lansman, 2011).